# Allotropa pauliani
Allotropa pauliani är en stekelart som beskrevs av Jean Risbec 1955. Allotropa pauliani ingår i släktet Allotropa och familjen gallmyggesteklar. Inga underarter finns listade i Catalogue of Life.